# Short Stories from Hogwarts of Heroism, Hardship and Dangerous Hobbies
Short Stories from Hogwarts of Heroism, Hardship and Dangerous Hobbies (no Brasil: Histórias de Hogwarts: Proezas, Percalços e Passatempos Perigosos) é um livro digital escrito por J. K. Rowling. Um guia para os professores de Hogwarts. Ele foi lançado em 6 de setembro de 2016 em vários idiomas ao mesmo tempo.

## Publicação
Esse livro foi lançado ao mesmo tempo que outros dois, como parte de uma série nomeada Pottermore Presents (Pottermore Apresenta):
- Hogwarts: An Incomplete and Unreliable Guide (no Brasil: Hogwarts: Um Guia Imperfeito e Impreciso)
- Short Stories from Hogwarts of Power, Politics and Pesky Poltergeists (no Brasil: Histórias de Hogwarts: Poder, Política e Poltergeists Petulantes)

## Conteúdo
Nesse guia, os leitores encontram informações sobre Minerva McGonagall, Remus Lupin, Sibila Trelawney e Silvanus Kettleburn.

## Recepção
Kate Samuelson, da Time.com, expressou que o livro continha muitos detalhes surpreendentes e intrincados sobre os personagens, bem como insights sobre a história do mundo bruxo e revelações interessantes sobre os arrependimentos de Rowling ao escrever. Alguns fãs reagiram negativamente ao fato de que a maior parte do conteúdo do livro já estava disponível gratuitamente on-line no Pottermore.